# Edgar Wilkinson
Edgar Wilkinson (ur. 27 października 1863 w Bradford, zm. 27 sierpnia 1896 w Bradford) – angielski rugbysta, reprezentant kraju.
W latach 1886–1887 rozegrał w Home Nations Championship pięć spotkań dla angielskiej reprezentacji zdobywając dwa przyłożenia, które wówczas nie miały wartości punktowej.